# 63. ceremonia wręczenia Złotych Globów
Złote Globy za rok 2005 przyznane zostały w 13 kategoriach filmowych i 11 telewizyjnych przez Hollywoodzkie Stowarzyszenie Prasy Zagranicznej (Hollywood Foreign Press Association).
Uroczystość wręczenia nagród odbyła się 16 stycznia 2006 roku w Beverly Hilton, w Los Angeles.
Triumfatorem 63. gali wręczenia wyróżnień okazał się dramat „Tajemnica Brokeback Mountain”. Obraz zdobył w sumie 4 statuetki w kategoriach: najlepszego filmu, za najlepszą reżyserię – Ang Lee, najlepszy scenariusz – Larry McMurtry i Diana Ossana i najlepszą piosenkę „A Love That Will Never Grow Old”. Obraz nominowany był w siedmiu kategoriach.
W kategorii najlepszy musical lub komedia zwyciężyła biograficzna opowieść o Johnnym Cashu „Spacer po linie”. Ze Złotymi Globami odeszli również odtwarzający główne role w filmie – Joaquin Phoenix i Reese Witherspoon.
Nagrodę im. Cecila B. DeMille’a za całokształt twórczości otrzymał Anthony Hopkins.

## Filmy fabularne

### Najlepszy film dramatyczny
- Tajemnica Brokeback Mountain, reż. Ang Lee
- Wierny ogrodnik, reż. Fernando Meirelles
- Good Night and Good Luck, reż. George Clooney
- Historia przemocy, reż. David Cronenberg
- Wszystko gra, reż. Woody Allen

### Najlepszy film komediowy lub musical
- Spacer po linie, reż. James Mangold
- Pani Henderson, reż. Stephen Frears
- Duma i uprzedzenie, reż. Joe Wright
- Producenci, reż. Susan Stroman
- Walka żywiołów, reż. Noah Baumbach

### Najlepszy reżyser
- Ang Lee − Tajemnica Brokeback Mountain
- Woody Allen − Wszystko gra
- George Clooney − Good Night and Good Luck
- Peter Jackson − King Kong
- Fernando Meirelles − Wierny ogrodnik
- Steven Spielberg − Monachium

### Najlepszy aktor dramatyczny
- Philip Seymour Hoffman − Capote
- Russell Crowe − Człowiek ringu
- Terrence Howard − Pod prąd
- Heath Ledger − Tajemnica Brokeback Mountain
- David Strathairn − Good Night and Good Luck

### Najlepsza aktorka dramatyczna
- Felicity Huffman − Transamerica
- Maria Bello − Historia przemocy
- Gwyneth Paltrow − Dowód
- Charlize Theron − Daleka północ
- Zhang Ziyi − Wyznania gejszy

### Najlepszy aktor komedii lub musicalu
- Joaquin Phoenix − Spacer po linie
- Pierce Brosnan − Kumple na zabój
- Jeff Daniels − Walka żywiołów
- Johnny Depp − Charlie i fabryka czekolady
- Nathan Lane − Producenci
- Cillian Murphy − Śniadanie na Plutonie

### Najlepsza aktorka w komedii lub musicalu
- Reese Witherspoon − Spacer po linie
- Judi Dench − Pani Henderson
- Keira Knightley − Duma i uprzedzenie
- Laura Linney − Walka żywiołów
- Sarah Jessica Parker − Rodzinny dom wariatów

### Najlepszy aktor drugloplanowy
- George Clooney − Syriana
- Matt Dillon − Miasto gniewu
- Will Ferrell − Producenci
- Paul Giamatti − Człowiek ringu
- Bob Hoskins − Pani Henderson

### Najlepsza aktorka drugoplanowa
- Rachel Weisz − Wierny ogrodnik
- Scarlett Johansson − Wszystko gra
- Shirley MacLaine − Siostry
- Frances McDormand − Daleka północ
- Michelle Williams − Tajemnica Brokeback Mountain

### Najlepsza muzyka filmowa
- John Williams – Wyznania gejszy
- Alexandre Desplat – Syriana
- James Newton Howard – King Kong
- Gustavo Santaolalla – Tajemnica Brokeback Mountain
- Harry Gregson-Williams – Opowieści z Narnii: Lew, czarownica i stara szafa

### Najlepszy scenariusz filmowy
- Larry McMurtry i Diana Ossana – Tajemnica Brokeback Mountain
- Woody Allen – Wszystko gra
- George Clooney i Grant Heslov – Good Night and Good Luck
- Paul Haggis i Robert Moresco – Miasto gniewu
- Tony Kushner i Eric Roth – Monachium

### Najlepszy film zagraniczny
- Przystanek Raj (Izrael)
- Kung Fu Szał
- Przysięga
- Boże Narodzenie
- Tsotsi

### Najlepsza piosenka filmowa
- Tajemnica Brokeback Mountain – „A Love That Will Never Grow Old”; muzyka: Gustavo Santaolalla; słowa: Bernie Taupin
- Zakochane święta – „Christmas in Love”; muzyka: Tony Renis; słowa: Marva Jan Marrow
- Opowieści z Narnii:Lew, czarownica i stara szafa – „Wunderkind”; muzyka i słowa: Alanis Morissette
- Producenci – „There’s Nothing Like a Show on Broadway”; muzyka i słowa: Mel Brooks
- Transamerica – „Travelin’ Thru”; muzyka i słowa: Dolly Parton

## Telewizja

### Najlepszy serial dramatyczny
Zagubieni

nominacje:
- Pani prezydent
- Chirurdzy
- Skazany na śmierć
- Rzym

### Najlepsza aktorka w serialu dramatycznym
Geena Davis – Pani prezydent

nominacje:
- Kyra Sedgwick – Podkomisarz Brenda Johnson
- Patricia Arquette – Medium
- Polly Walker – Rzym
- Glenn Close – The Shield: Świat glin

### Najlepszy aktor w serialu dramatycznym
Hugh Laurie – Dr House

nominacje:
- Kiefer Sutherland – 24 godziny
- Patrick Dempsey – Chirurdzy
- Matthew Fox – Zagubieni
- Wentworth Miller – Skazany na śmierć

### Najlepszy serial komediowy lub musical
Gotowe na wszystko

nominacje:
- Pohamuj entuzjazm
- Ekipa
- Wszyscy nienawidzą Chrisa
- Na imię mi Earl
- Trawka

### Najlepsza aktorka w serialu komediowym lub musicalu
Mary-Louise Parker – Trawka

nominacje:
- Marcia Cross – Gotowe na wszystko
- Teri Hatcher – Gotowe na wszystko
- Felicity Huffman – Gotowe na wszystko
- Eva Longoria Parker – Gotowe na wszystko

### Najlepszy aktor w serialu komediowym lub musicalu
Steve Carell – Biuro

nominacje:
- Larry David – Pohamuj entuzjazm
- Jason Lee – Na imię mi Earl
- Zach Braff – Hoży doktorzy
- Charlie Sheen – Dwóch i pół

### Najlepszy miniserial lub film telewizyjny
Empire Falls, reż. Fred Schepisi

nominacje:
- Blackpool, reż. Julie Anne Robinson, Coky Giedroyc
- Na zachód, reż. Robert Dornhelm, Sergio Mimica-Gezzan, Jeremy Podeswa, Timothy Van Patten, Michael W. Watkins, Simon Wincer
- Uśpiona komórka, reż. Nick Gomez, Guy Ferland, Clark Johnson, Charles S. Dutton
- Lackawanna Blues, reż. George C. Wolfe
- Warm Springs, reż. Joseph Sargent

### Najlepsza aktorka w miniserialu lub filmie telewizyjnym
S. Epatha Merkerson – Lackawanna Blues

nominacje:
- Kelly Macdonald – Dziewczyna z kawiarni
- Mira Sorvino – Dziewczyny z przemytu
- Halle Berry – Ich oczy oglądały Boga
- Cynthia Nixon – Warm Springs

### Najlepszy aktor w miniserialu lub filmie telewizyjnym
Jonathan Rhys Meyers – Elvis – Zanim został królem

nominacje:
- Ed Harris – Empire Falls
- Bill Nighy – Dziewczyna z kawiarni
- Donald Sutherland – Dziewczyny z przemytu
- Kenneth Branagh – Warm Springs

### Najlepsza aktorka drugoplanowa w serialu, miniserialu lub filmie telewizyjnym
Sandra Oh – Chirurdzy

nominacje:
- Candice Bergen – Orły z Bostonu
- Elizabeth Perkins – Trawka
- Camryn Manheim – Elvis – Zanim został królem
- Joanne Woodward – Empire Falls

### Najlepszy aktor drugoplanowy w serialu, miniserialu lub filmie telewizyjnym
Paul Newman – Empire Falls

nominacje:
- Donald Sutherland – Pani prezydent
- Jeremy Piven – Ekipa
- Naveen Andrews – Zagubieni
- Randy Quaid – Elvis – Zanim został królem

## Rozkład nagród
(Zwycięzcy / Nominacje)
- 4/7: Tajemnica Brokeback Mountain
- 3/3: Spacer po linie
- 2/4: Empire Falls
- 1/5: Gotowe na wszystko
- 1/2: Transamerica
- 1/1: Capote